# Melquita

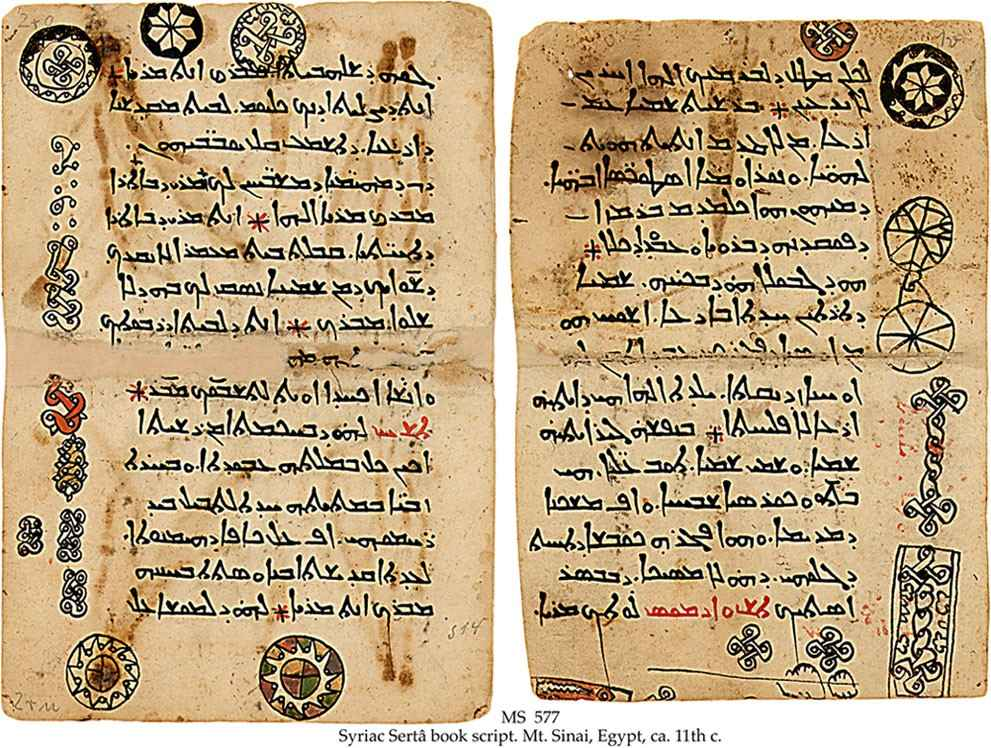
"Eirmologion" do século XI, dos melquitas, escrito em escrita siríaca sertá. Do mosteiro de Santa Catarina do Monte Sinai, agora parte da Coleção Schøyen.

Melquita (siríaco: ܡܠܟܝܐ, translit.: malkoyo; árabe: ملكي) é um termo para cristãos ortodoxos no Oriente Médio na era medieval. Após o cisma de 1724 na Igreja de Antioquia, o nome "melquita" começou a ser aplicado aos fiéis uniatas da Igreja Greco-Católica Melquita. A origem do termo remonta à era dos Concílios Ecumênicos e cismas dos séculos V a VI. Cristãos que aceitaram as definições do Concílio de Calcedônia no século V e declararam sua fidelidade à Igreja do Império Bizantino, ficaram conhecidos como os melquitas. A palavra "melquita" vem do siríaco malka (rei, imperador), significa literalmente "real" ou "imperial" e foi originalmente usada para distinguir os adeptos da ortodoxia calcedônia, ou seja, os cristãos ortodoxos adeptos da fé do Imperador, dos não-calcedônios do Oriente Próximo.
As designações melquitas não têm conotações étnicas implícitas, mas são usadas como componentes denominacionais de termos complexos, principalmente na terminologia etnorreligiosa acadêmica.